# 주부산 몽골 영사관
주부산 몽골 영사관(몽골어: Монгол Улсаас БНСУ-ын Пусан хотод суугаа Консулын газар)은 몽골 정부가 대한민국 부산광역시에 설치한 영사관이다. 영사는 척터 우너르자야 (Tsogtoo Unurzaya)이다.

## 연혁
- 2016년 3월 10일 : 영사관 개관

## 관할 구역
관할 구역은 주부산 러시아 총영사관과 동일한 권역을 관할하고 있으며, 지역은 아래와 같다.
- 부산광역시
- 울산광역시
- 대구광역시
- 경상북도
- 경상남도
- 전라남도
- 광주광역시

## 같이 보기

### 일반 주제
- 주한 몽골 대사관
- 대한민국-몽골 관계
- 주몽골 대한민국 대사관

### 부산에 설치된 다른 영사관들
- 주부산 미국 영사관
- 주부산 중국 총영사관
- 주부산 일본 총영사관
- 주부산 러시아 총영사관
- 주부산 카자흐스탄 총영사관
- 주부산 베트남 총영사관
- 주한 타이베이 대표부 부산 사무처